# Villatoya
Villatoya – gmina w Hiszpanii, w prowincji Albacete, w Kastylii-La Mancha, o powierzchni 18,82 km². W 2011 roku gmina liczyła 135 mieszkańców.